# 德雷克·麦克因斯
戴歷·約翰·麥因尼斯（英語：Derek John McInnes，1971年7月5日—）在蘇格蘭伦弗鲁郡佩斯利出生，是一名前職業足球員，司職中場，退役後擔任領隊。
麥因尼斯在球員時期主要效力摩頓、格拉斯哥流浪、西布朗及登地聯，在效力西布朗時曾兩次代表蘇格蘭國家隊上陣。2007年11月接替離隊的欧文·科尔擔任聖莊士東的領隊，帶領球隊於2009年升班蘇超，並保留頂級聯賽席位兩季，直到2011年10月轉投布里斯托城任教。

## 榮譽

### 球員
摩頓
- 蘇格蘭足球乙級聯賽冠軍：1994/95年；

格拉斯哥流浪
- 蘇格蘭足總盃冠軍：1998/99年；

聖莊士東
- 蘇格蘭挑戰盃冠軍：2007/08年；

### 領隊
聖莊士東
- 蘇格蘭足球甲級聯賽冠軍：2008/09年；

## 外部連結
- 聖莊士東官網簡歷 （页面存档备份，存于）
- 足球数据库：戴歷·麥因尼斯的球员统计数据
- 足球資料庫：戴歷·麥因尼斯的領隊統計數據